# Stefan Timm
Stefan Timm (* 26. Juni 1944 in Rostock) ist ein deutscher evangelischer Theologe.

## Leben
Stefan Timm studierte in Rostock, Berlin und Tübingen, wo er 1979 zum Dr. theol. promoviert wurde. Von 1983 bis 1993 lehrte er an der Universität Kiel, habilitierte sich dort 1987 und wurde 1991 zum Professor ernannt. Von 1994 bis 2009 war er Professor für Altes Testament und Biblische Archäologie an der Universität Hamburg. Eine Gastprofessur führte ihn an die Universität Stellenbosch in Südafrika.
Sein Forschungsschwerpunkt ist die kulturelle Verflochtenheit des alten Israels in die altorientalische Umwelt. Er legte mehrere Studien zum Onomastikon der biblischen Ortsnamen des Eusebius von Caesarea vor.

## Schriften (Auswahl)
- als Herausgeber: Christliche Stätten in Ägypten. Gesammelt nach amtlichen Listen von Zaher Riad Salama (= Tübinger Atlas des Vorderen Orients. Band 36). Reichert, Wiesbaden 1979, ISBN 3-88226-063-7.
- Die Dynastie Omri. Quellen und Untersuchung zur Geschichte Israels im 9. Jh. vor Christus (= Forschungen zur Religion und Literatur des Alten und Neuen Testaments. Band 124). Vandenhoeck und Ruprecht, Göttingen 1982, ISBN 3-525-53287-3 (zugleich Dissertation, Tübingen 1978).
- Moab zwischen den Mächten. Studien zu historischen Denkmälern und Texten (= Ägypten und Altes Testament. Band 17). Harrassowitz, Wiesbaden 1989, ISBN 3-447-02940-4 (zugleich Habilitationsschrift, Tübingen 1987).
- als Herausgeber: Das Onomastikon der biblischen Ortsnamen. Edition der syrischen Fassung mit griechischem Text, englischer und deutscher Übersetzung (= Texte und Untersuchungen zur Geschichte der altchristlichen Literatur. Band 151). De Gruyter, Berlin 2005, ISBN 3-11-018191-6.
- Eusebius und die Heilige Schrift. Die Schriftvorlagen des Onomastikons der biblischen Ortsnamen (= Texte und Untersuchungen zur Geschichte der altchristlichen Literatur. Band 166). De Gruyter, Berlin/New York 2010, ISBN 978-3-11-022600-3.
- Ich schwamm über den Strom. Bericht über eine ungeplante Flucht (= Reise, Flucht und Exkursionen. Band 2). Backe-Verlag, Hützel 2012, ISBN  	978-3-9814873-2-9.
- als Herausgeber: Das Onomastikon der biblischen Ortsnamen. Kritische Neuausgabe des griechischen Textes mit der lateinischen Fassung des Hieronymus  (= Die griechischen christlichen Schriftsteller der ersten Jahrhunderte. Neue Folge. Band 24). De Gruyter, Berlin/Boston 2017, ISBN 3-11-031565-3.